# Fészekparazitizmus

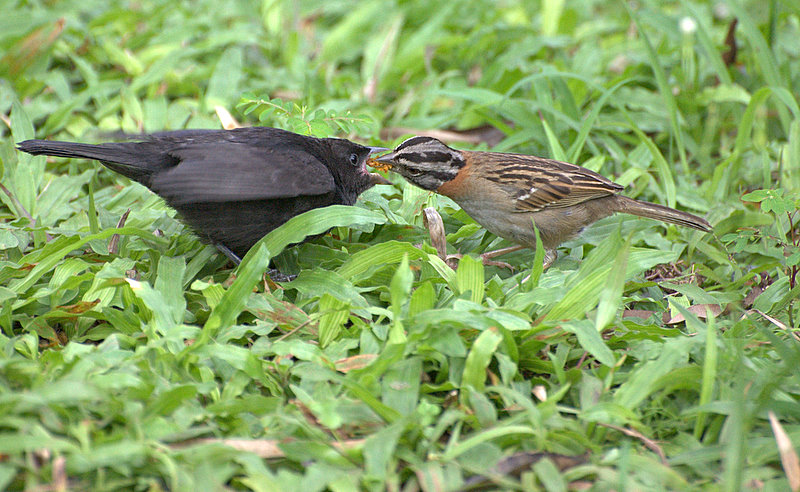
Egy Morgan-verébsármány eteti egy kékfejű gulyajáró fiókáját

A fészekparazitizmus, más néven költésparazitizmus egyes madárfajok, fajcsoportok azon speciális szaporodási stratégiája, hogy tojásaikat más madarak fészkébe rejtik el, azokra bízzák a tojások kikeltetését, illetve azokkal neveltetik fel fiókáikat is. Ezzel a fészekparazita egyed megspórolja egyrészt a fészeképítéshez, másrészt a költéshez és fiókaneveléshez szükséges időt és energiát. A sikeres szaporodás érdekében a gazdamadár és a költésparazita szaporodási ciklusai szinkronizálva vannak, mivel a parazita nem lenne képes reprodukálni magát a szülői gondozást nyújtó gazdaszervezet hiányában. A szaporodás ütemezése a gazdafajok között változó, mert a különböző gazdafajok  különböző időpontokban szaporodnak.

## Jellemzői

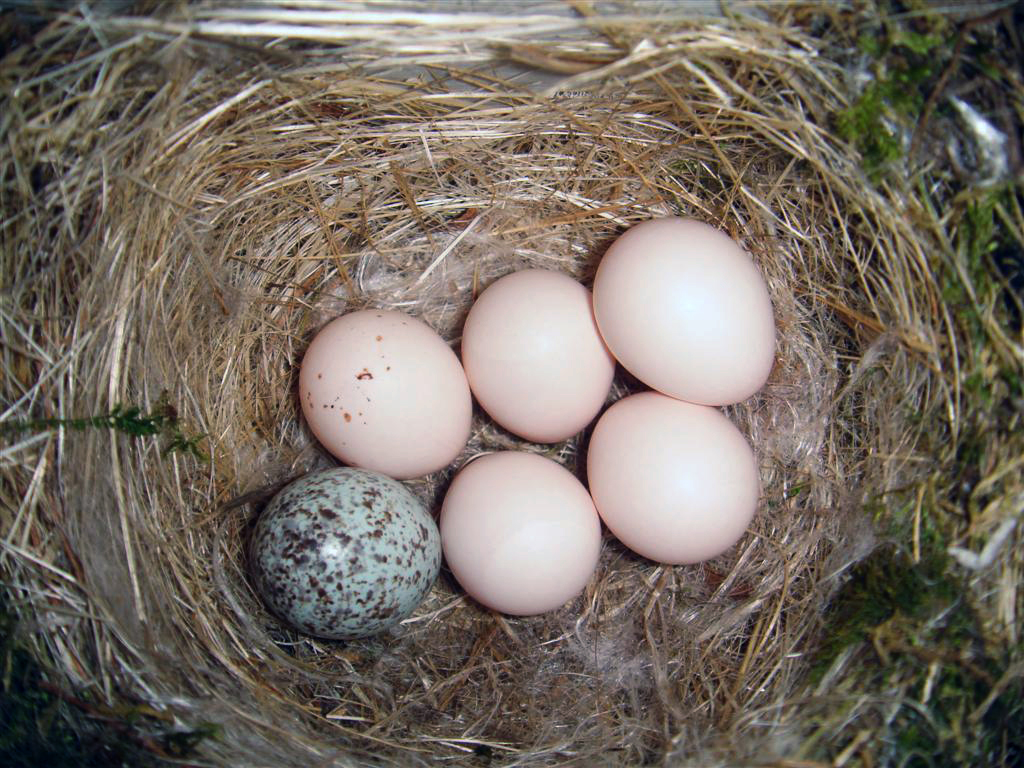
Szürke légykapótirannusz fészekalja a barnafejű gulyajáró egy becsempészett tojásával

A fészekparazita életmódot követő fajok számára rendkívül fontos, hogy a gazdamadár ne vegye észre, hogy fészkébe idegen tojás került, illetve ha netán észre is veszi, ne tudja megkülönböztetni az idegen tojást a sajátjaitól. Ennek érdekében az egyes fészekparazita fajoknak többnyire viszonylag kevés gazdafaja van, és az általuk rakott tojások méretben és mintázatban is hasonlóak a gazdamadár jellemző tojásformájához. „Tettenérés” esetén a fészek tulajdonosa gyakran kidobja a becsempészett tojást, ennek hiányában viszont sokszor inkább kikölti az idegen tojást akkor is, ha felismerhető az eltérés.
További sajátossága a fészekparazita fajoknak, hogy többségük fiókája gyorsabban és nagyobb méretűre nő, mint a gazdamadár fiókái (nem ritkán már a kikeléssel is megelőzi a fészek többi lakóját), ezzel arra késztetve a szülőállatokat, hogy neki adják a legtöbb táplálékot, hiszen a fészekaljból ő látszik a legéletképesebb egyednek. Emiatt a gazdamadár fiókái lassabban, nehezebben fejlődnek, és elég gyakori, hogy a gyorsabb növekedésű fészekparazita fióka ki is lökdösi őket a fészekből, hogy több helye legyen a fészekben, illetve ne legyenek vetélytársai.
Ha már a fészekparazita fióka kikelt, akkor a szülőmadarak rendszerint nem ismerik fel, hogy teljesen más kinézetű fiókát táplálnak, mint saját utódaik, hanem szívósan hordják a táplálékot a parazita fiókának, amely közvetlenül a kirepülés előtt, egyes esetekben akár már többször akkora is lehet, mint nevelőszülei (például ökörszem által nevelt kakukkfióka esetében). Ebből az egyedfejlődési stratégiából fakad, hogy a fészekparazita madárfajok zöme egy parazitált fészekbe csak egy tojást rak, hiszen máskülönben az egyazon fészekben együtt nevelkedő parazita fiókáknak egymással kellene rivalizálniuk a táplálékért, és egymás túlélési esélyeit csökkentenék.

## Típusai

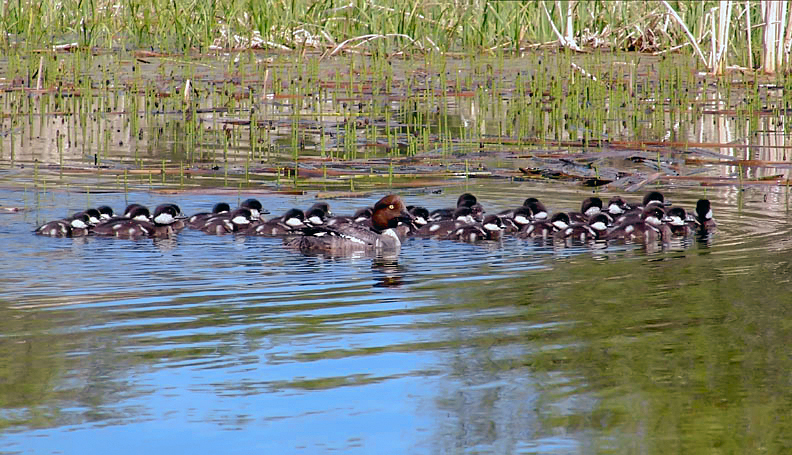
A kerceréce tojói gyakran rakják le tojásaik egy részét más tojók fészkébe.

A valódi vagy obligát fészekparazitizmus mellett – ez azokra a madárfajokra jellemző, amelyek sosem raknak fészket és minden esetben idegen madarakkal keltetik ki, illetve neveltetik fel az utódaikat – létezik fakultatív fészekparazitizmus is. Ez esetben a parazita faj egyedei saját maguk is foglalkoznak utódneveléssel, de ha éppen alkalom kínálkozik arra, hogy egy-két tojásukat idegen fészekbe csempésszék, és ezáltal a költés és az utódnevelés fáradalmait másokra hárítsák, akkor készséggel élnek a lehetőséggel. Ez utóbbi szaporodási stratégia azt az előnyt is magában hordozza, hogy az egyed által nevelt fészekalj netán bekövetkező pusztulása esetén is marad némi esély néhány saját genetikai állományú fióka felnevelkedésére.

## Fészekparazita madárcsoportok

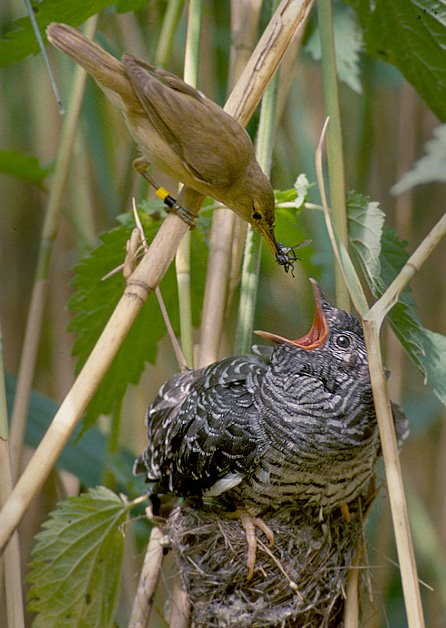
Cserregő nádiposzáta kakukkfiókát etet

A fészekparazitizmus legjellemzőbb képviselői a kakukkfélék, amelyek közül Magyarországon is gyakori faj a kakukk; utóbbinak jellemző gazdamadarai egyes bokorlakó erdei vagy nádi énekesmadarak, mint például a vörösbegy, nádirigó vagy éppen az ökörszem. Általában költésparaziták a vidafélék és a csirögefélék, illetve a mézkalauzfélék jó néhány faja is, a fakultatív költésparazitizmusra pedig a récefélék közt találni jellegzetes példákat.
Ismert a költésparazitizmushoz hasonló életmód a rovarok körében (például a darázsméheknél vagy a hangyaboglárkáknál) és egyes halfajok között is, mint például a dominóharcsa (Synodontis multipunctatus) esetében.